# La Roche-l’Abeille
La Roche-l’Abeille település Franciaországban, Haute-Vienne megyében. Lakosainak száma 594 fő (2022. január 1.). La Roche-l’Abeille Janailhac, Coussac-Bonneval, La Meyze, Saint-Priest-Ligoure és Saint-Yrieix-la-Perche községekkel határos.

## Népesség
A település népességének változása:
| Lakosok száma | 617  | 619  | 628  | 618  | 611  | 604  | 597  | 594  | 594  |
|               | 2013 | 2015 | 2016 | 2017 | 2018 | 2019 | 2020 | 2021 | 2022 |